# 34204 Quryshi
34204 Quryshi este o planetă minoră (asteroid) din centura de asteroizi. A fost descoperită pe 25 august 2000 la Experimental Test Site⁠(d) de Lincoln Near-Earth Asteroid Research. 
Obiectul prezintă o orbită caracterizată de o semiaxă mare de 2,7112081 UAi, o excentricitate de 0,01, o înclinație de 6,92713 ° în raport cu ecliptica.